# Восточне сільське поселення (Хабаровський район)
Восто́чне сільське поселення (рос. Восточное сельское поселение) — сільське поселення у складі Хабаровського району Хабаровського краю Росії.
Адміністративний центр — село Восточне.

## Населення
Населення сільського поселення становить 4847 осіб (2019; 5575 у 2010, 5669 у 2002).

## Склад
До складу сільського поселення входять:
| Населений пункт   | Населення, осіб (2002) | Населення, осіб (2010) |
| ----------------- | ---------------------- | ---------------------- |
| Восточне, село    | 3745                   | 3700                   |
| Малиновка, село   | 134                    | 145                    |
| Рівне, село       | 97                     | 86                     |
| Чистопольє, село  | 287                    | 262                    |
| Чорна Річка, село | 1406                   | 1382                   |